# Variations sur un thème de Glinka
Variations sur un thème de Glinka en si bémol majeur opus 35 est un cycle de douze variations d'après la nuit vénitienne de Glinka composé par Anatoli Liadov en 1895.

## Analyse de l'œuvre
1. Variation I : tantôt virtuose, tantôt décorative.
2. Variation II : scherzo
3. Variation III : mazurka
4. Variation IV : lente barcarolle en mode mineur
5. Variation V : militaire
6. Variation VI : tout en arpèges d'accords dans le style de Chopin
7. Variation VII : les deux mains à l'octave
8. VIII : à la manière de Bach dans ses préludes.
9. IX : écriture en sixtes
10. X : Polyrythmique avec un 5/8 à la main droite, 2/4 à la main gauche
11. XI : Polyrythmique avec triolets à la main droite croches à la main gauche
12. XII : Polyrythmique comme la 11e variation dans un style proche de Chopin.